# Hadena lypra
Hadena lypra là một loài bướm đêm trong họ Noctuidae.